# Riells i Viabrea
Riells i Viabrea (em catalão e oficialmente) ou Riells y Viabrea (em castelhano; até 1860: San Martín de Riells) é um município da Espanha na comarca de Selva, província de Girona, comunidade autónoma da Catalunha. Tem 26,53 km² de área e em 2021 tinha 4 268 habitantes (densidade: 160,9 hab./km²).

## Demografia
| Variação demográfica do município entre 1991 e 2004[carece de fontes?] | Variação demográfica do município entre 1991 e 2004[carece de fontes?] | Variação demográfica do município entre 1991 e 2004[carece de fontes?] | Variação demográfica do município entre 1991 e 2004[carece de fontes?] |
| ---------------------------------------------------------------------- | ---------------------------------------------------------------------- | ---------------------------------------------------------------------- | ---------------------------------------------------------------------- |
| 1991                                                                   | 1996                                                                   | 2001                                                                   | 2004                                                                   |
| 998                                                                    | 1429                                                                   | 2264                                                                   | 2818                                                                   |